# Mani in alto
Mani in alto è un film commedia italiano del 1961, diretto da Giorgio Bianchi.

## Trama
Renato Micacci, agente di polizia, viene inviato a Parigi per arrestare Felice Esposito, criminale italiano fuggito all'estero.